# CoRoT-5b
CoRoT-5b (hay còn gọi tên khác là CoRoT-Exo-5b) là một ngoại hành tinh quay quanh ngôi sao CoRoT-5 trong chòm sao Kỳ Lân và là một ngoại hành tinh ngoài Hệ Mặt Trời, với khối lượng lớn hơn Sao Mộc là 0.467 lần. Khoảng cách từ CoRoT-5 đến hành tinh CoRoT-5b là 0.0495 AU gần hơn khối lượng Sao Thủy là 0.4 AU. Nếu muốn tính chu kì quỹ đạo, phải mất 5 ngày nhanh hơn quỹ đạo Sao Thủy là mất 88 ngày. Hành tinh này mới được công bố là năm 2008 gương phản chiếu bằng phương pháp quá cảnh. Bán kính trung bình là gấp 1.388 lần Sao Mộc. Mật độ của hành tinh này chiếm 0.217 kg/m³.